# Mistyka protestancka
Mistyka protestancka – nurt mistyki chrześcijańskiej rozwijający się od czasów reformacji w protestantyzmie.
Protestantyzm niejasno wypowiada się na temat mistyki, mimo bogatej tradycji. Reformacja wytyczyła kierunki mistyki protestanckiej, jednak czerpała z mistyki średniowiecznej. Luter z dystansem podchodził do mistyki, a tym samym do jej zwolenników, m.in. Andrzeja Bodensteina, Kaspara Schwenckfelda, Sebastiana Francka, Melchiora Hoffmanna. Reformatorzy ci podkreślali znaczące pierwszeństwo Ducha Świętego przed słowem Pisma Świętego i prostą wiarą. W obrębie protestantyzmu zaczął rozwijać się ahistoryczny spirytualizm, który uderzał w instytucje Kościoła.
Średniowieczne tradycje mistyczne przybliżał duchowości luterańskiej Johann Arndt (1555–1621). Wielu dogmatyków w swoich analizach i rozważaniach rozprawiało się z fenomenem mistyki, m.in. Balthasar Mentzer (1565–1627), Johann Friedrich König (1619–1664), Abraham Calov (1612–1682), David Hollatz (1648–1713). Mistyka protestancka rozwijała się głównie poza nauczaniem szkolnym. Kulminację swojego rozkwitu osiągnęła pod koniec XVI w. i początek XVII w., zaś jej geograficznym centrum był wówczas Śląsk. U Johanna Georga Gichtela (1638–1710) widać największy rys krytyczny mistyki, który znalazł licznych zwolenników w Amsterdamie i miastach północnych Niemiec.
Mistyka protestancka inspirowana była przez wiele wpływów z zewnątrz:
- alchemię
- neoplatonizm
- idee pansoficzne
- teozofię kabalistycznę (Kabałę)

Przenikała ona inne nurty duchowości, obecne w życiu osobistym i kościelnym - przede wszystkim: 
- pietyzm (przez staroprotestancką teologię i literaturę budującą),
- spirytualizm (przez mistyków protestanckich - m.in. P. Poiret oraz ówczesną literaturę katolicką - A. Bourignon, Mmme Guyon).

Oświecenie poddawało krytyce mistykę, natomiast niektórzy wyznawcy uformowani przez teologię protestancką sięgają do wielu elementów mistycznych. W XIX w. następuje przebudzenie mistyki i jej ponowne odkrywanie, jak już to miało miejsce w dobie romantyzmu. Podejmuje się badania nad mistyką w ramach mediewistyki, w którym uczestniczą uczeni protestanccy, zwłaszcza W. Preger. Współcześnie w protestantyzmie brak przejawów pobożności mistycznej czy teologii mistyki.